# Segmentalschrift
Segmentalschriften sind Phonographien, in denen die Grapheme überwiegend mit einzelnen phonologischen Segmenten korrespondieren. Dazu gehören vor allem die Alphabetschriften, in denen Konsonanten- und Vokalzeichen gleichberechtigt nebeneinander stehen, aber auch verschiedene Abstufungen mit (teilweise) optionalen oder diakritischen Vokalzeichen wie in der arabischen oder hebräischen Schrift bis hin zur reinen Konsonantenschrift, in der keine Silbenkerne notiert werden (sog. Skelettschreibung: Phönizische Schrift, Ägyptische Schrift).
Nicht gemeint sind hingegen Silbenschriften, die ebenfalls phonographisch sind, und morpho-/logographische Schriften.